# Бишкиль (река)
Бишки́ль — река в России, протекает по Чебаркульскому и Сосновскому районам Челябинской области. Исток — озеро Малый Мисяш. Протекает в восточном направлении, дважды пересекая Исторический ход Транссибирской железнодорожной магистрали: возле платформы 2033 км и станции Бишкиль. Устье реки находится в 435 км по правому берегу реки Миасс возле села Туктубаево. Длина реки составляет 51 км, площадь водосборного бассейна 477 км².
Высота устья — 241,7 м над уровнем моря. Высота истока — 318,4 м над уровнем моря. Уклон реки — 1,5 м/км.

## Населённые пункты от истока к устью
- Барановка.
- Запивалово.
- Шахматово.
- Медведево.
- Бишкиль.
- Аджитарово.
- Ключи.
- Высокий.
- Туктубаево.

## Притоки
- Лобановка — правый.
- Ключ — левый.

## Данные водного реестра
По данным государственного водного реестра России относится к Иртышскому бассейновому округу, водохозяйственный участок реки — Миасс от Аргазинского гидроузла до города Челябинск, речной подбассейн реки — Тобол. Речной бассейн реки — Иртыш.
Код объекта в государственном водном реестре — 14010500912111200003632.